# Befähigungszeugnis (Schifffahrt)
Das Befähigungszeugnis ist die staatliche Bescheinigung (seemännisches Patent, im Amtsdeutsch der Seeämter auch Gewerbebefugnis) für den nautischen oder den technischen Schiffsoffizier, dass er Schiffe bestimmter Größe oder Maschinenleistung in einem bestimmten Fahrtgebiet als Wachoffizier, als Leiter der Maschinenanlage oder als Kapitän führen darf.
Die Ausbildung findet hauptsächlich an Seefahrtschulen oder (Fach-)Hochschulen statt.

## Seeschifffahrt
Die Patente und Befähigungszeugnisse sind nach Fahrtgebieten eingeteilt. Es wird in Küstenfahrt, Kleine, Mittlere und Große Fahrt unterschieden. Die Küstenfahrt ist dabei die Fahrt in den küstennahen Seegebieten bis zur seewärtigen Hoheitsgrenze. Die Kleine Fahrt geht darüber hinaus, jedoch bewegt sich das Schiff nur in küstennahen Gebieten, wie zum Beispiel der Nord- oder Ostsee. Die Mittlere Fahrt umfasst alle europäischen Häfen ohne Island, die Azoren und Spitzbergen. Bei der Großen Fahrt werden alle Seegewässer weltweit befahren.

### Heutiger Stand
Seit der Einführung 1997 von STCW 95, STCW 98 gibt es Befähigungszeugnisse für Kauffahrteischiffe und für Fischereischiffe. Der Zuschnitt der einzelnen Zeugnisse hat sich geändert, insbesondere wurde ihre Anzahl verringert.
Nautischer Dienst auf Kauffahrteischiffen
- Befähigungszeugnisse für den nautischen Dienst auf Kauffahrteischiffen mit einer Bruttoraumzahl bis 500 in der nationalen Fahrt (nationale Regelung)
  - Offizier (engl. certificate of competency for Navigation Watch-keeping Officer (NCV))[2]
  - Kapitän
- Befähigungszeugnisse für den nautischen Dienst auf Kauffahrteischiffen aller Größen und aller Fahrtgebiete
  - Nautischer Offizier „Operational Level“
  - Erster Offizier „Management Level“
  - Kapitän „Management Level“

Nautischer Dienst auf Fischereischiffen
- Befähigungszeugnisse für Kapitäne und Schiffsoffiziere des nautischen Dienstes auf Fischereifahrzeugen für Kapitäne
  - BG: Führen von Fischereifahrzeugen aller Größen in der Großen Hochseefischerei, Wahrnehmen der Aufgaben eines Ersten nautischen Schiffsoffiziers auf Fischereifahrzeugen aller Größen in der Großen Hochseefischerei
  - BK: Führen von Fischereifahrzeugen in der Kleinen Hochseefischerei
  - BKü:Führen von Fischereifahrzeugen bis zu einem Raumgehalt von 75 BRT/BRZ 150 in der Küstenfischerei
- Befähigungszeugnisse für Kapitäne und Schiffsoffiziere des nautischen Dienstes auf Fischereifahrzeugen für Schiffsoffiziere
  - BGW: Wahrnehmen der Aufgaben eines Zweiten nautischen Schiffsoffiziers auf Fischereifahrzeugen aller Größen in der Großen Hochseefischerei
  - BKW: Wahrnehmen der Aufgaben eines nautischen Schiffsoffiziers auf Fischereifahrzeugen in der Kleinen Hochseefischerei (schließt BKü ein, wenn der Inhaber mindestens 20 Jahre alt ist)

Technischer Dienst auf allen Schiffen
- Befähigungszeugnisse für den technischen Dienst auf Schiffen mit jeder Antriebsleistung
  - Technischer Wachoffizier
  - Zweiter technischer Offizier
  - Leiter der Maschinenanlage
- Befähigungszeugnis für Schiffsmaschinisten: Technischer Dienst auf Schiffen mit einer Antriebsleistung bis zu 750 kW (nationale Regelung)

Weitere Befähigungsnachweise
Gewisse Dienststellungen oder die Arbeit auf Schiffstypen benötigt  zusätzliche Befähigungsnachweise. So gibt es zum Beispiel für Besatzungsmitglieder, die Brücken- und Maschinenwache auf Kauffahrteischiffen gehen sollen, die Wachbefähigung. Besatzung auf Tankschiffen benötigt den jeweiligen Befähigungsnachweis für den Transport von Öl / Chemikalien oder Gas.
Die Vorschriften über die Befähigungen der Seeleute wurden im Juni 2014 in der Seeleute-Befähigungsverordnung (See-BV) neu gefasst. Übergangsbestimmungen für frühere Ausbildungen und Seefahrtzeiten sind in § 64 der See-BV enthalten.

### Geschichte

#### Patente bis 1970
Bis 1970 gab es Patente für Seeleute. Diese wurden unterschieden in A-Patente für Nautiker (Offiziere und Kapitäne), B-Patente für die Fischerei und C-Patente für den Maschinendienst. Sie umfassten fünf (B-Patente) beziehungsweise sechs Stufen (A- und C-Patente) mit ansteigendem Wissens- und Erfahrungshintergrund des Inhabers.
A-Patente für die Kauffahrteischifffahrt
- A1: Schiffer auf Küstenfahrt
- A2: Steuermann auf Kleiner Fahrt
- A3: Kapitän auf Kleiner Fahrt II
- A4: Kapitän auf Kleiner Fahrt I
- A5: Seesteuermann auf Großer Fahrt
- A6: Kapitän auf Großer Fahrt

B-Patente für die Hochseefischerei
- B1: Schiffer in Kleiner Hochseefischerei
- B2: Steuermann in Kleiner Hochseefischerei
- B3: Kapitän in Kleiner Hochseefischerei
- B4: Steuermann in Großer Hochseefischerei
- B5: Kapitän in Großer Hochseefischerei

C-Patente für den Maschinendienst
- C1: Seemotorenmaschinist
- C2: Kleinmaschinist
- C3: Seemaschinist II. Klasse
- C4: Seemaschinist I. Klasse
- C5: Schiffsingenieur II. Klasse
- C6: Schiffsingenieur I. Klasse

Patente der deutschen Handelsschifffahrt
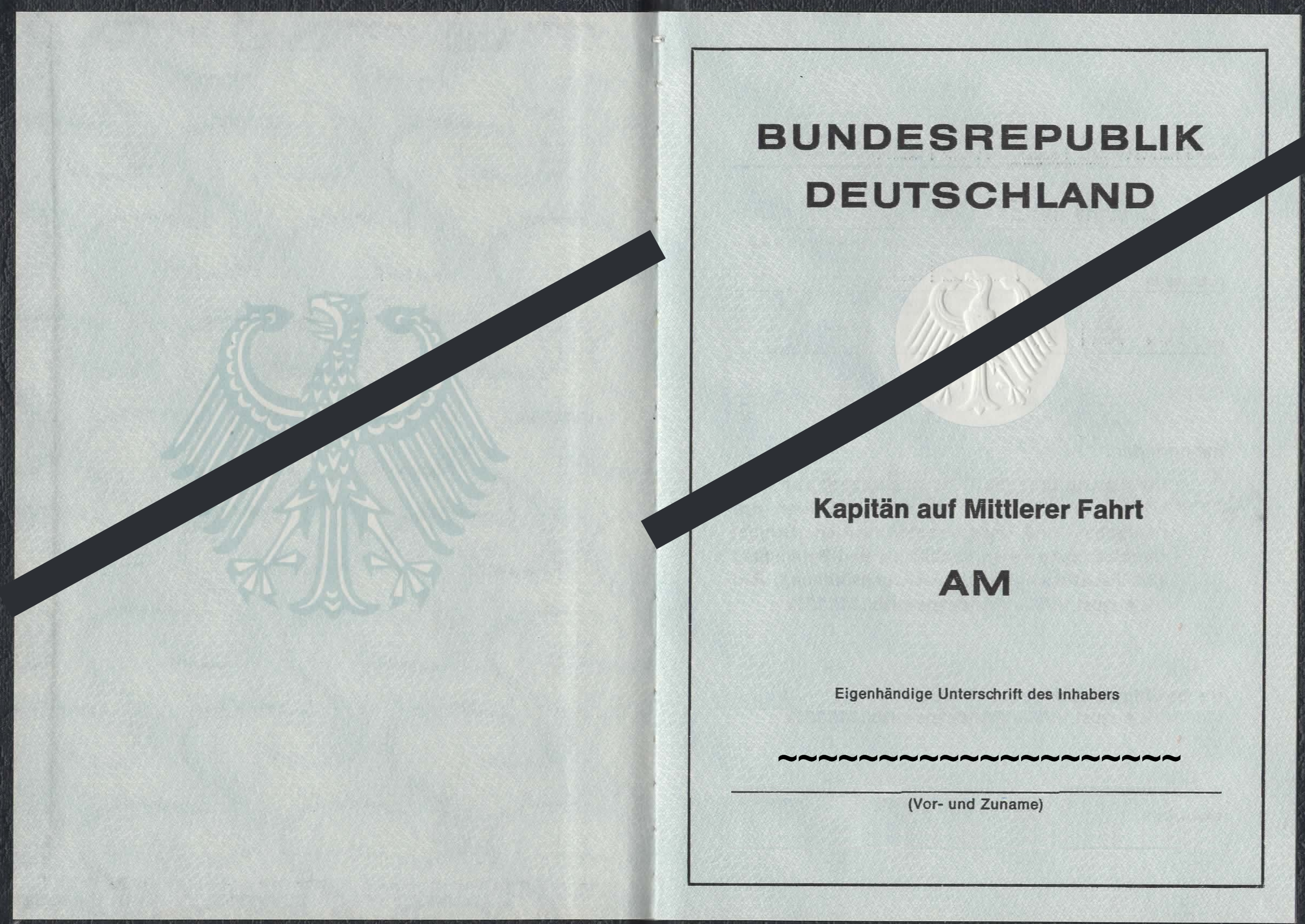
Kapitänspatent AM Mittlere Fahrt – 1973
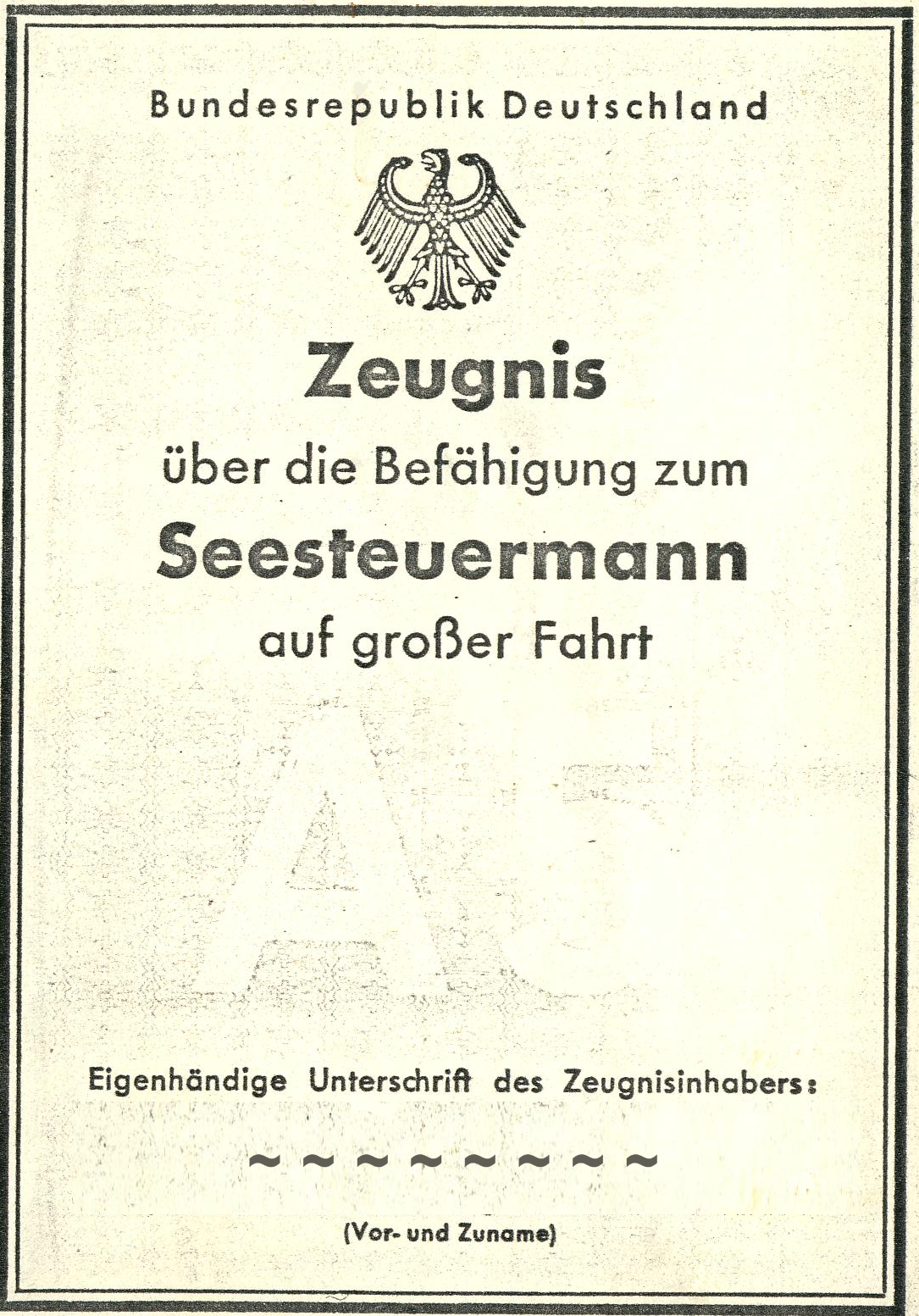
Steuermannspatent A5 Große Fahrt – 1962
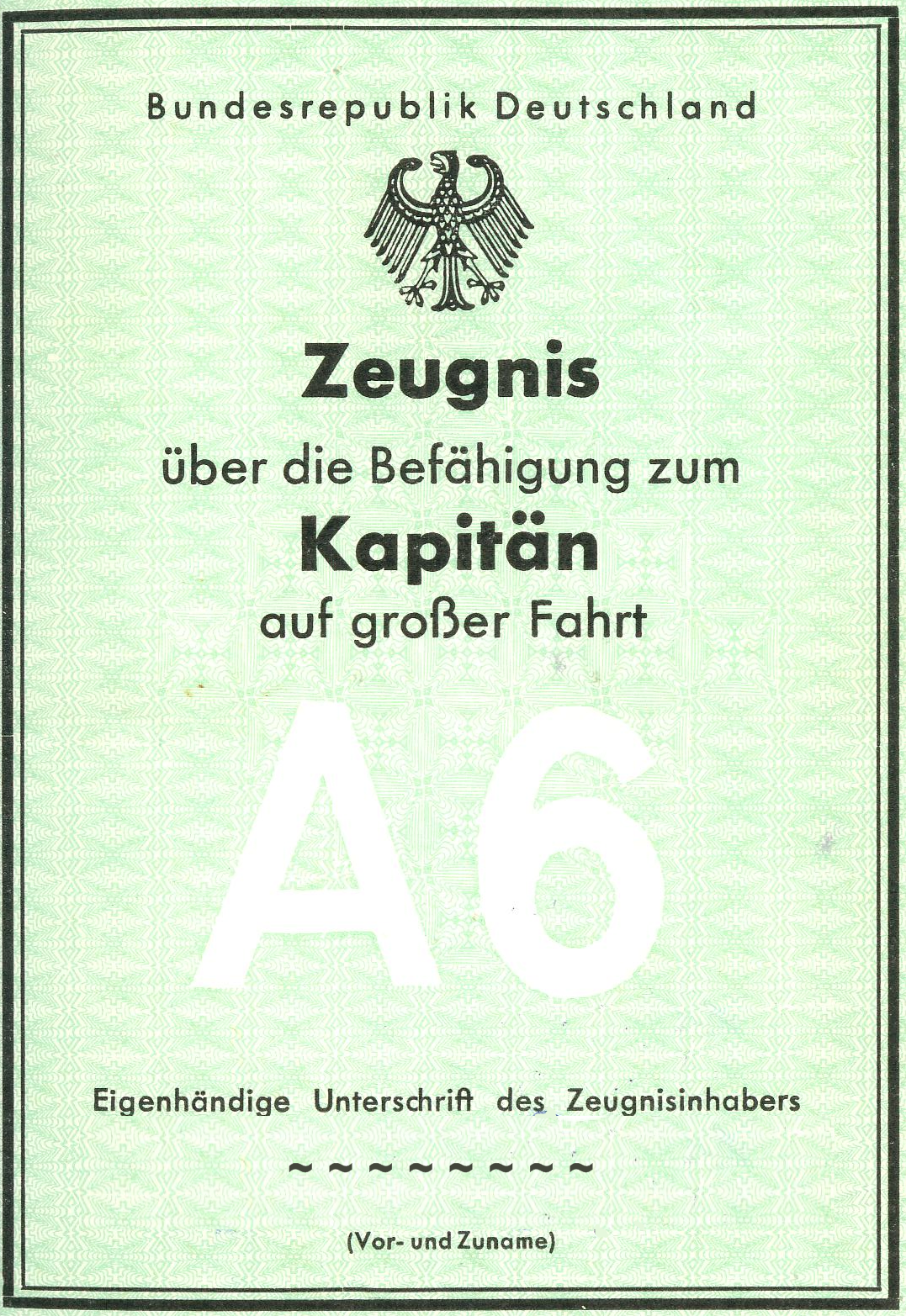
Kapitänspatent A6/AG Große Fahrt – 1965
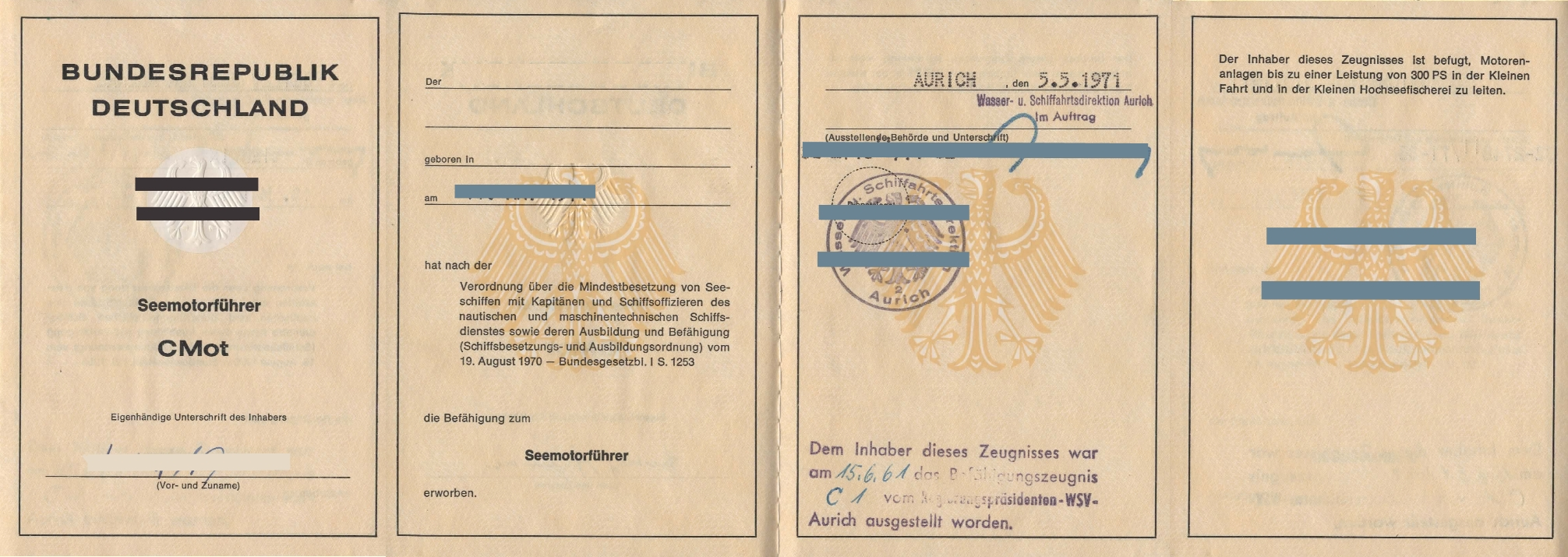
Seemotorführer CMot bis 1970 C1 Maschinist auf Motorschiffen bis 300 PS/Kleine Fahrt – 1971
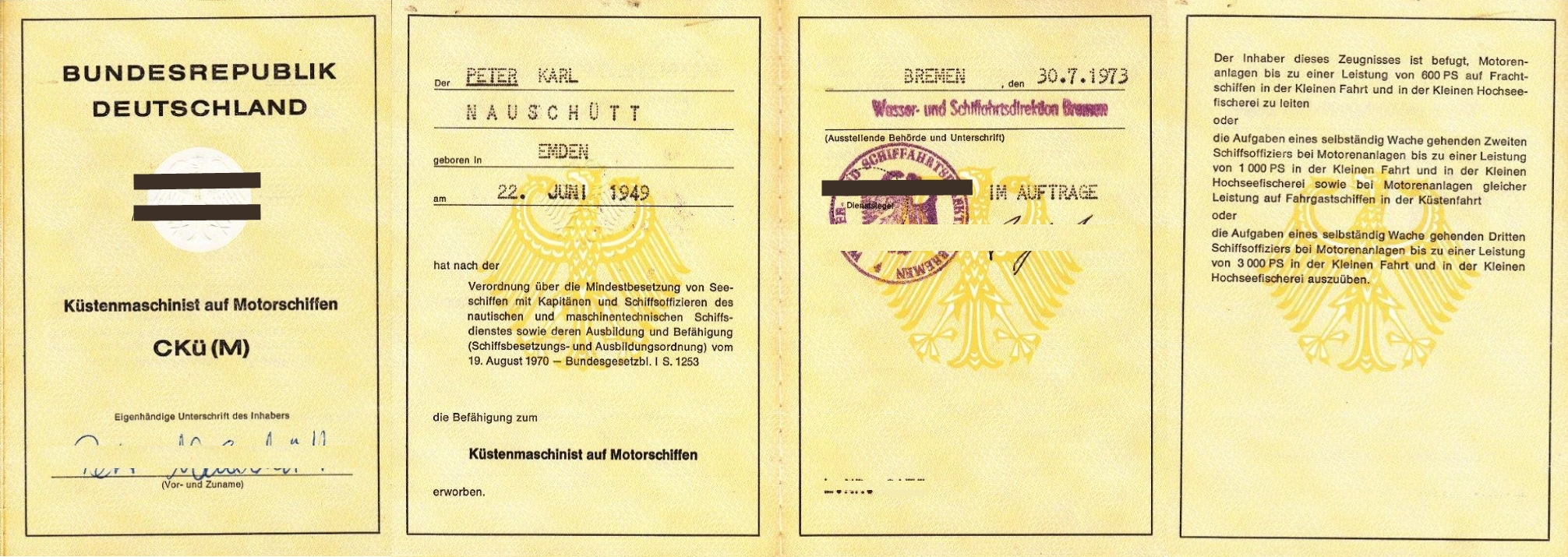
Küstenmaschinist CKü(M) bis 1970 C2 Maschinist auf Motorschiffen bis 600 PS/Mittlere Fahrt – 1973
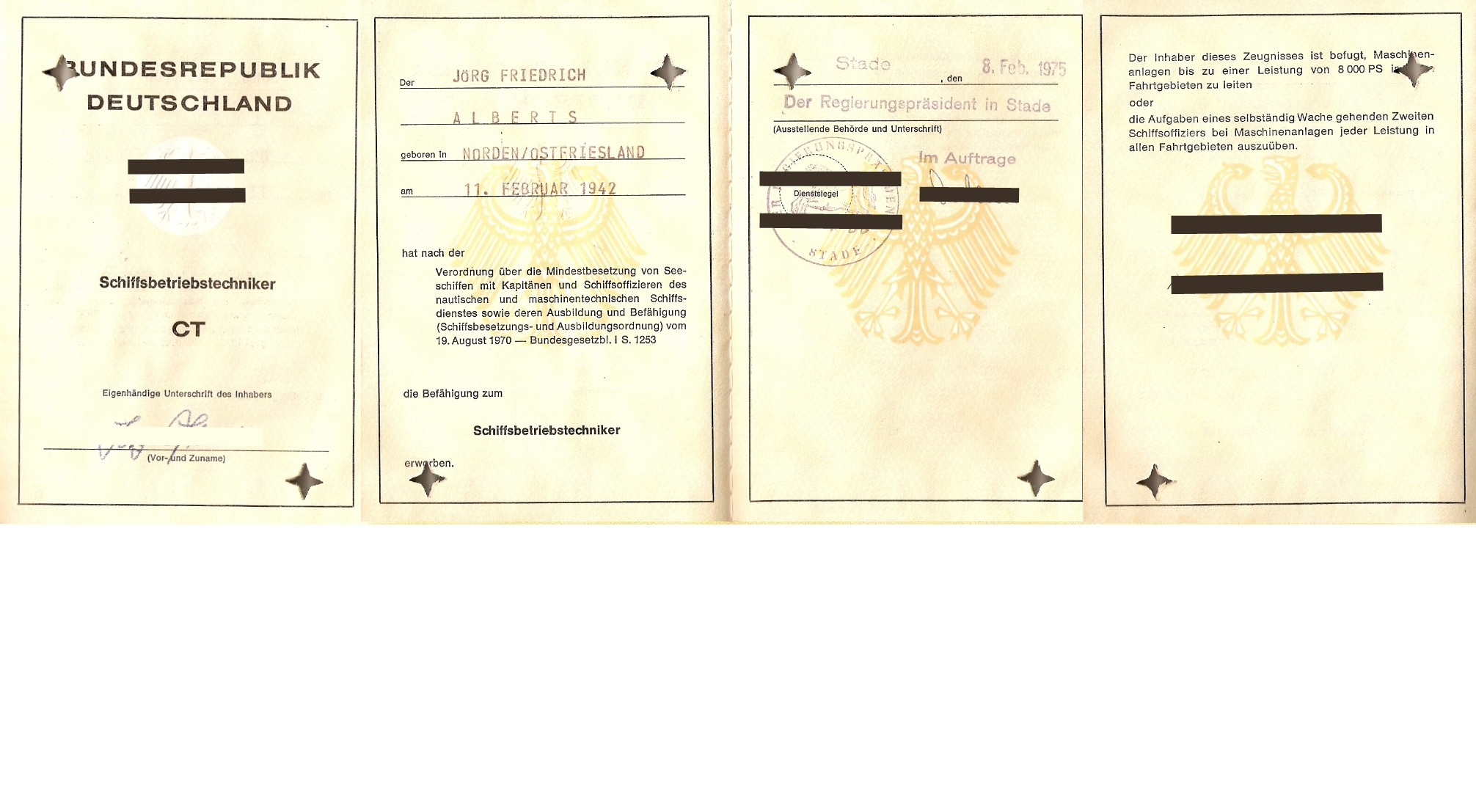
Ingenieurspatent CT/CTW vorher C5 Schiffsbetriebstechniker, Schiffsingenieur II. Klasse auf Motorschiffen bis 8000 PS/Große Fahrt – 1975
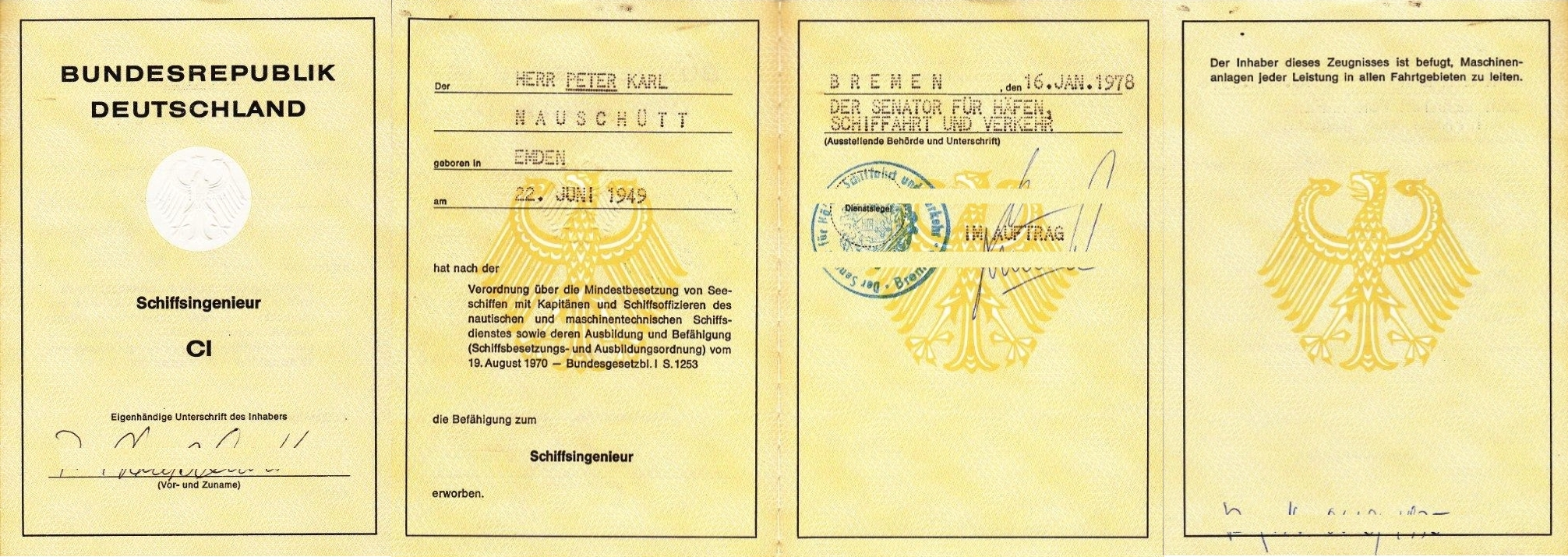
Ingenieurspatent CI/CIW vorher C6 Schiffsingenieur I. Klasse auf Seeschiffen jeder Antriebsart und Leistung/Große Fahrt- 1978

#### Befähigungszeugnisse und Befugnisse nautischer Schiffsoffiziere und Kapitäne auf Frachtschiffen (1970–1997)
| Patent AKü | Seeschiffer                        | Küstenfahrt     | bis 212 BRT               | bis 1985 |         |
| Patent AN  | Kapitän/Schiffsoffizier            | Nationale Fahrt | bis 200 BRT               | bis 1991 |         |
| Patent AN  | Kapitän/Schiffsoffizier (Offizier) | Nationale Fahrt | bis 500 BRT               |          |         |
|            |                                    |                 |                           |          |         |
| Patent AK  | Kapitän                            | Kleine Fahrt    | bis 500 BRT               | bis 1991 |         |
| Patent AK  | Kapitän / 1. naut. Schiffsoffizier | Mittlere Fahrt  | bis 1.600 BRT / BRZ 4.000 |          | ab 1991 |
| Patent AK  | 2. naut. Schiffsoffizier           | Mittlere Fahrt  | bis 1.000 BRT             | bis 1991 |         |
| Patent AK  | 2. naut. Schiffsoffizier           | Mittlere Fahrt  | bis 1.600 BRT / BRZ 4.000 |          | ab 1991 |
|            |                                    |                 |                           |          |         |
| Patent AKW | 1. naut. Schiffsoffizier           | Kleine Fahrt    | Bis 500 BRT               | bis 1991 |         |
| Patent AKW | 1. naut. Schiffsoffizier           | Mittlere Fahrt  | bis 1.000 BRT / BRZ 3.000 |          | ab 1991 |
| Patent AKW | 2. naut. Schiffsoffizier           | Mittlere Fahrt  | bis 1.000 BRT             | bis 1991 |         |
| Patent AKW | 2. naut. Schiffsoffizier           | Mittlere Fahrt  | bis 1.000 BRT / BRZ 3.000 |          | ab 1991 |
|            |                                    |                 |                           |          |         |
| Patent AM  | Kapitän / 1. naut. Schiffsoffizier | Mittlere Fahrt  | bis 1.000 BRT             | bis 1985 |         |
| Patent AM  | Kapitän / 1. naut. Schiffsoffizier | Große Fahrt     | bis 1.600 BRT             | bis 1991 |         |
| Patent AM  | Kapitän / 1. naut. Schiffsoffizier | Große Fahrt     | bis 8.000 BRT / BRZ 8.000 |          | ab 1991 |
| Patent AM  | 2. naut. Schiffsoffizier           | Große Fahrt     | jede Größe                |          |         |
|            |                                    |                 |                           |          |         |
| Patent AMW | 2. naut. Schiffsoffizier           | Mittlere Fahrt  | bis 1.000 BRT             | bis 1985 |         |
| Patent AMW | 2. naut. Schiffsoffizier           | Große Fahrt     | bis 1.600 BRT             | bis 1991 |         |
| Patent AMW | 2. naut. Schiffsoffizier           | Große Fahrt     | bis 8.000 BRT / BRZ 8.000 |          | ab 1991 |
| Patent AMW | 3. naut. Schiffsoffizier           | Große Fahrt     | jede Größe                |          |         |
|            |                                    |                 |                           |          |         |
| Patent AG  | Kapitän / 1. naut. Schiffsoffizier | Große Fahrt     | Jede Größe                |          |         |
|            |                                    |                 |                           |          |         |
| Patent AGW | 2. naut. Schiffsoffizier           | Große Fahrt     | Jede Größe                |          |         |

Kursdauer AKü: sechs Wochen Seefahrtsschule, Vollpatent AKü als Seeschiffer.
Kursdauer AN: ein Semester Fachschule, Vollpatent AN (als Kapitän) nach 12 Mon. Fahrzeit als Schiffsoffizier
Kursdauer AKW: drei Semester Fachschule, Vollpatent AK nach 24 Mon. Fahrzeit als Schiffsoffizier mit AKW (keine Ausbildung mehr)
Kursdauer AMW: vier Semester Fachschule, Vollpatent AM nach 24 Mon. Fahrzeit als Schiffsoffizier mit AMW (keine Ausbildung mehr)
Kursdauer AGW: sechs Semester Fachhochschule, Vollpatent AG nach 24 Mon. Fahrzeit als Schiffsoffizier mit AGW (ab 1998 geänderte Ausbildung nach STCW/SchOffzAusbV 15. Jan. 1992)
Der Umtausch (beim Fortbestand der Befähigung nach § 25) o. g. Patente in die gem. STCW95/98 war in den §§ 3, 25 und 30 der Schiffsoffizier-Ausbildungsverordnung (SchOffzAusbV) geregelt.

## Binnenschiffer- und regionale Patente
Es gibt weitere regionale Patente: das Bodenseeschifferpatent, das Rheinpatent (drei Strecken), das Donau-Kapitänspatent, das Schifferpatent Donau, das Elbschifferpatent, das Untere Elbe-Patent, das Untere-Ems-Patent usw. sowie Berechtigungsscheine: „Berechtigungsschein für Leda, Ems, Ilmenau und Emder Hafen“ usw.
Das Kleinschifferzeugnis für gewerblich genutzte Sportboote.